# Hercostomus serriformis
Hercostomus serriformis är en tvåvingeart som beskrevs av Liao, Zhou och Yang 2006. Hercostomus serriformis ingår i släktet Hercostomus och familjen styltflugor. Inga underarter finns listade i Catalogue of Life.